# كيفن ماركس
كيفن ماركس (بالإنجليزية: Kevin Marks)‏ هو مدون ومبرمج بريطاني، ولد في 13 سبتمبر 1966 في هارو ‏ في المملكة المتحدة.